# Cola lukei
Cola lukei é uma espécie de angiospérmica da família Sterculiaceae.
Apenas pode ser encontrada na Tanzânia.
Os seus habitats naturais são: florestas subtropicais ou tropicais húmidas de baixa altitude.
Está ameaçada por perda de habitat.